# Calu-1
Calu-1 (亦稱ATCC HTB-54) 是對B型肝炎病毒及丙型肝炎病毒呈陰性的人類非小細胞肺癌細胞系，最初是分離一名47歲的白人男性表皮樣癌患者。

## 特徵
Calu-1擁有HRAS癌基因，並且具有很多的微絨毛、突出的粗糙內質網、溶酶體及脂包涵體，沒有病毒顆粒及Y染色體的存在。 Calu-1可以在貼壁培養的方式中生長，顯示着上皮形態，表達野生型STK11、野生型表皮生長因子受體 (EGRF) 及突變K-RAS基因，但不表達p53和脆性組氨酸三聯體基因等腫瘤抑制蛋白。 Calu-1細胞表達野生型EGRF，故而對用於治療非小細胞肺癌的EGRF酪氨酸激酶抑制劑厄洛替尼具有抗性，繼而能夠在免疫功能受損的小鼠中形成腫瘤。

## 外部連結
- Cellosaurus entry for Calu-1（页面存档备份，存于）